# 新進棋士奨励会
新進棋士奨励会（しんしんきししょうれいかい）は、日本将棋連盟のプロ棋士養成機関である。一般には単に奨励会（しょうれいかい）と呼ばれることが多い（本項においても以下「奨励会」と記述する）。
また、奨励会の下部組織に相当する研修会（けんしゅうかい）についても本項で解説する。

## 概要
「奨励会」とは、次代を担う棋士の養成機関として、日本将棋連盟の東京・大阪の両本部に設置され、後進の啓蒙と棋力の向上につとめるものとして位置づけられている。
奨励会は三段から6級までのクラスで構成されており、昇級・昇段規定に基づき三段まで昇段し、さらに規定の成績を収めると、四段昇段となり棋士としてプロ入りすることができる（「棋士編入試験」という例外を除く）。
奨励会は、関東奨励会と関西奨励会の2つに分かれており、二段まではそれぞれの奨励会の中で対局する。三段については、これまでの種々の制度変更を経ているが、現在の制度では東西あわせてのリーグ戦（通称「三段リーグ」）を半年単位で行い、成績上位2名が四段昇段となる｡
奨励会の対局（例会）は、関東奨励会が将棋会館（東京都渋谷区千駄ヶ谷）、関西奨励会が関西将棋会館（大阪府高槻市）で行われる。二段以下の例会では毎月2回、一度の例会で2対局（原則として月4局）が行われる。三段リーグは半年間に18-19回戦（一日2局、抜け番除く）の日程で行われる。
また、奨励会のほかに、後進の指導育成にあたるため、また、将棋を通じて健全な少年少女の育成を目指すための機関として設置されているのが「研修会」である。研修会は、奨励会と合わせて関東・関西で併設されるほか、東海・九州・北海道・東北の4地区に設置され、計6地区で行われている。
研修会の上位クラス（SクラスまたはA2クラス）に昇級し諸条件を満たした研修生は、奨励会の6級に編入することができる。また、規定の成績を収めているものは奨励会入会試験での一次試験免除の特典が与えられる。
研修会は、女流棋士を目指す者の養成機関としての機能も合わせ持っており、各地区の研修会でB1クラス以上に昇級した女性研修生は、女流2級の資格を得て「女流棋士」としてプロ入りすることができる。

## 沿革
1928年（昭和3年）9月23日に、中島富治らの愛棋家が資金を用意して、東京市・市谷の安田与四郎（愛棋家、経済誌「ダイヤモンド」主筆）邸で、東京で活動する専門棋士の弟子（6級から三段）23名を集めて「手合会」を開いたのが、奨励会の始まりである。この第1回「手合会」に参加した23名の中には、塚田正夫二段（後に名誉十段、日本将棋連盟会長）、坂口允彦二段（後に九段、日本将棋連盟会長）がいた。この会は愛棋家の尽力により毎月1回開かれていたが、1931年（昭和6年）2月に日本将棋連盟の附属機関となった（2017年現在の関東奨励会）。
関西奨励会は、1935年（昭和10年）11月に、やはり愛棋家が資金を用意して、大山康晴6級（後に十五世名人、日本将棋連盟会長）、升田幸三・三段（後に実力制第四代名人）、南口繁一・二段（後に九段）ら十数名で発足した。当時三段だった升田については、「本来は奨励会員となるはずであったが、特別の強さを認められ三段でありながら引き続き新聞棋戦に登場していた」としている書籍もある。東公平著『升田幸三物語』では「升田は「強過ぎるから」（奨励会に）入れてもらえず、数少ない新聞棋戦の成績だけで昇段した。」と記述がある。
奨励会創設前は囲碁と同じく「初段からが専門棋士」だったが、奨励会ができたことをきっかけに「将棋の場合は（奨励会を卒業して）四段からがプロ棋士」という制度が確立していった。
第二次世界大戦後は、1947年（昭和22年）9月に大阪市内の愛棋家宅で関西奨励会が復活し、1949年（昭和24年）6月に東京都内の原田泰夫八段（後に九段、日本将棋連盟会長）宅で関東奨励会が復活した。奨励会の諸規定は、この時に原田によって整備された。

## 奨励会・研修会・女流棋士の相互関係

### 奨励会と研修会
奨励会への入会は、棋士の推薦を受けて入会試験を受けるのが通常のコースであるが、研修会の研修生が15歳以下の時点でB1からA2に昇級、または18歳以下の時点でA1からSに昇級すると、入会試験を経ずに即時に奨励会6級に編入できる。その他、成績によっては、入会試験の一次試験免除や、推薦（師匠）無しでの奨励会受験などの優遇措置がある。

### 奨励会と女流棋士
1. 女流棋士は、奨励会試験受験・入会の権利も持つ。
2. 女性の奨励会員は、奨励会員としての出場が認められた女流棋戦（マイナビ女子オープンと女流王座戦、女流タイトル獲得で女流王将戦も[4]）に出場することができる。
3. 奨励会と重籍の女流棋士は、女流枠のある棋士棋戦（竜王戦[5]、王位戦、王座戦、棋王戦、棋聖戦、朝日杯、銀河戦、NHK杯、新人王戦[5]、青流戦[5]）について、女流枠からの出場はできない[出典 15]。
4. 女流棋士でない女性の奨励会員は、女流棋戦でタイトルを獲得し将棋連盟の推薦を得るか女流予選を突破することで、女流枠のある棋士棋戦のうち、竜王戦、叡王戦[6]、王座戦、棋王戦、棋聖戦、朝日杯、銀河戦、NHK杯、新人王戦への出場が可能である[7]。
5. 女性の奨励会員は、6級以上で奨励会を退会すると日本将棋連盟所属の女流棋士になる権利がある。このとき、6級以上2級以下で退会した奨励会員は女流2級となり、1級以上三段以下で退会した奨励会員は奨励会退会時の段級位がそのまま女流棋士の段級位として引き継がれる。ただし、奨励会員時に女流棋戦に参加して女流棋士の昇段級規定をクリアしていれば、即日該当する段級位が適用される[8]。この制度を利用して女流棋士となった例は、岩根忍（2004年）・伊藤沙恵（2014年）・加藤桃子（2019年）[8]・西山朋佳（2021年）・今井絢（2023年）・中七海（2024年）の6名。日本女子プロ将棋協会（LPSA）は2級以上で退会した女性奨励会員には日本将棋連盟と同様の権利を付与するほか、2018年3月までは6級以上3級以下で退会した女性奨励会員にも女流3級の資格を付与していたが[出典 16]、2018年までにLPSAに入会した元女性奨励会員はいなかった。

奨励会と女流棋士の重籍（掛け持ち）は不可とされていた時期（「女流棋士総則」1998年改正）があったが、里見香奈女流三冠（当時）が2011年5月に行われた奨励会1級試験に合格した後、2011年5月27日に日本将棋連盟から上記1、2の決定が発表された。2の「女性奨励会員の女流棋戦への出場」については早速、2011年創設の第1期女流王座戦に女性奨励会員2名（加藤桃子奨励会2級、伊藤沙恵奨励会2級 = 予選参加当時）が出場し、加藤が初代女流王座を獲得した。1の「女流棋士の奨励会受験」については、2024年8月に竹内優月が奨励会6級を受験し合格している（里見以来13年ぶり2人目。奨励会に在籍したことのある女流棋士としては17人目、女性の奨励会員は21人目）。また、2025年8月には岩崎夏子が同様に奨励会6級に合格するほか、別に女性アマチュア1名が合格、奨励会在籍女性が合わせて3名となった。
| 女性奨励会員 | 女性奨励会員 | 奨励会 在籍期間         | 最高成績・クラス     | ※ 女流棋士との重籍 ※※ 在籍時、女流棋士を休会 | 女流棋士 (プロ入り) | 女流棋士 (プロ入り) |
| ------------ | ------------ | ----------------------- | -------------------- | -------------------------------------------- | ------------------- | ------------------- |
| 1            | 蛸島彰子     | 1961年00月 - 1966年00月 | 最高成績 初段        | ・ 退会後、レッスンプロから女流棋士          | 1974年              | 1                   |
| 2            | 林葉直子     | 1979年11月 - 1984年00月 | 最高成績 4級         | ※ 女流棋士との重籍（奨励会から女流棋士）     | 1980年              | 2                   |
| 3            | 中井広恵     | 1983年04月 - 1990年00月 | 最高成績 2級         | ※ 女流棋士との重籍（奨励会への編入）         | 1981年              | 3                   |
| 4            | 矢内理絵子   | 1993年08月 - 2001年01月 | 最高成績 2級         | ※ 女流棋士との重籍（奨励会への編入）         | 1993年4月           | 4                   |
| 5            | 碓井涼子     | 1993年08月 - 2001年00月 | 最高成績 2級         | ※ 女流棋士との重籍（奨励会から女流棋士）     | 1994年              | 5                   |
| 6            | 木村さゆり   | 1993年10月 - 1998年05月 | 最高成績 4級         | ※ 女流棋士との重籍（奨励会から女流棋士）     | 1995年              | 6                   |
| 7            | 岩根忍       | 1995年00月 - 2003年11月 | 最高成績 1級         | ・ 退会後に女流棋士へ転向                    | 2004年              | 8                   |
| 8            | 甲斐智美     | 1998年09月 - 2003年08月 | 最高成績 1級         | ※※ 女流棋士を休会、退会後に復帰              | 1997年／復帰2003年  | 7                   |
| 9            | 石内奈々絵   | 1998年09月 - 1999年08月 | 最高成績 6級         | アマチュア                                   | -                   | -                   |
| 10           | 芦垣薫       | 1999年09月 - 2000年00月 | 最高成績 6級         | アマチュア                                   | -                   | -                   |
| 11           | 伊藤沙恵     | 2004年09月 - 2014年09月 | 最高成績 1級         | ・ 退会後に女流棋士へ転向                    | 2014年10月          | 11                  |
| 12           | 加藤桃子     | 2006年09月 - 2019年03月 | 最高成績 初段        | ・ 退会後に女流棋士へ転向                    | 2019年04月          | 13                  |
| 13           | 香川愛生     | 2009年09月 - 2011年02月 | 最高成績 4級         | ※※ 女流棋士を休会、退会後に復帰              | 2008年／復帰2011年  | 10                  |
| 14           | 西山朋佳     | 2010年03月 - 2021年03月 | 最高成績 三段        | ・ 退会後に女流棋士へ転向                    | 2021年04月          | 14                  |
| 15           | 里見香奈     | 2011年05月 - 2018年03月 | 最高成績 三段        | ※ 女流棋士との重籍（奨励会への編入）         | 2004年10月          | 9                   |
| 16           | 中七海       | 2011年09月 - 2024年09月 | 最高成績 三段        | ・ 退会後に女流棋士へ転向                    | 2024年11月          | 18                  |
| 17           | 迎琉歌       | 2013年09月 - 2017年09月 | 最高成績 5級         | アマチュア                                   | -                   | -                   |
| 18           | 今井絢       | 2016年06月 - 2022年11月 | 最高成績 1級         | ・ 退会後に女流棋士へ転向                    | 2023年02月          | 15                  |
| 19           | 水町みゆ     | 2016年06月 - 2017年00月 | 最高成績 6級         | ・ 退会後、研修会から女流棋士                | 2018年05月          | 12                  |
| 20           | 磯谷祐維     | 2017年06月 - 2018年00月 | 最高成績 6級         | ・ 退会後、研修会から女流棋士                | 2023年09月          | 16                  |
| 21           | 竹内優月     | 2024年09月 - 0000年00月 | 6級（2024年9月時点） | ※ 女流棋士との重籍（奨励会への編入）         | 2024年03月          | 17                  |
| 22           | 岩崎夏子     | 2025年09月 - 0000年00月 | 6級（2025年9月時点） | ※ 女流棋士との重籍（奨励会への編入）         | 2025年04月          | 19                  |
| 23           | （公表前）   | 2025年09月 - 0000年00月 | 6級（2025年9月時点） | アマチュア                                   | -                   | -                   |

### 研修会と女流棋士
女流棋士を目指すものにとって、かつて「女流育成会」が養成機関として存在していたが、2009年3月に発展的解消がされ、研修会がその機能を併せ持つこととなった。
女性の研修会員がB1クラスに昇級すると女流2級の資格を得ることができ、将棋連盟またはLPSAへの申請を経て女流棋士となる。2023年度まではB2クラスへの昇級が女流2級資格の要件であった。
なお、研修会から奨励会入会を目指すことも当然ながら可能である。

## 奨励会への入会試験
研修会からの編入を除くと、奨励会への入会へは以下の各試験を受験し合格する必要がある。

### 級位者入会試験
年1回、毎年8月に3日間の日程で東京と大阪で行われる。初日と二日目は一次試験で、受験者どうしで対局し、4勝で通過・3敗で失格となる。以前は筆記試験も課せられていたが2021年度から廃止となった。一次通過者のみが最終日に進み、奨励会員との対局（1勝で合格）と作文・面接からなる二次試験が行われる。ただし、研修会B1クラス以上で満15歳以下の者、前年度の試験から1年間の間に行われた日本将棋連盟主催の小・中学生全国大会優勝者は一次試験は免除される。最終合否は､二次試験・面接試験・書類審査の総合評価により理事会が承認・決定し後日郵送で合格が通知される｡
受験資格は、試験が行われる年の8月31日時点で満19歳以下であり、日本将棋連盟の正会員（四段以上の棋士（推薦時に存命中の引退棋士も含む）または日本将棋連盟所属で女流タイトル獲得経験を有するかもしくは女流四段以上の女流棋士）を師匠として受験の推薦を得た者に与えられる。2008年からは、満15歳以下で、研修会C1クラス以上または試験開催年に行われた日本将棋連盟主催の小・中学生全国大会ベスト4以上の者であれば、師匠の推薦なしで6級入会の受験が可能であったが、この制度は2019年度を最後に廃止となった。この場合も、入会後1年以内に師匠を決定する必要があった。
受験の推薦を得るには、アマチュアの大会で優秀な成績を収めたり、プロ棋士などが指導する将棋教室などで実力を認められたりしなければならない。受験可能な最下位である奨励会6級でもアマチュア三 - 五段程度の実力に相当する（プロとアマで段級位がまったく異なる）ため、入会には都道府県のアマチュア上位に相当する実力が必要である。また、入会試験では他の受験者や、奨励会員との対局試験が大きなウェイトを占めているが、これらの対局試験には、一次・二次試験とも「〇対局で✖勝以上」という条件があるため、入会試験に合格できるのは、受験者全体の約3割という狭き門となっている。
試験に際しては師匠の推薦により何級を受けるかを事前に申請し、合格すればその申請級位で入会となる。15歳以下であれば、6級以上1級以下の任意の級位を受験できるが、16歳以上では受験級位に制限があり、16歳では5級以上、17歳は4級以上、18歳は3級以上の級位が受験可能で、19歳では1級だけの受験となる。二次試験で対局相手となる奨励会員は、この受験する級位に対応する、或いは準じる相手となる（駒落ちでの調整も有り）。
奨励会1級に19歳で合格した例としては、神吉宏充、櫛田陽一、里見香奈（福間香奈）らがいる。なお、当時女流タイトル3冠保持者であった里見の奨励会1級受験については、級位者入会試験が行われる本来の8月ではなく、5月に特例的な形式での「1級編入試験」により行われた（詳しくは「福間香奈#奨励会員」を参照）。

### 初段受験制度
従来の受験制度（級位受験）とは別に、1997年度より創設された。受験資格は満22歳以下（8月末日）で、アマチュア公式戦全国大会の優勝または準優勝を経験した者で、四段以上のプロ棋士（日本将棋連盟正会員）から受験の推薦を得た者。2005年度に吉田正和朝日アマ名人（当時）がこの制度による最初の受験者かつ初の合格者となる。なお吉田は受験時19歳であり、当時の受験資格である「満20歳以上22歳以下」を満たしていなかったが受験が認められた（以降は満22歳以下に変更となっている）。また、吉田は後に三段リーグ次点2回を獲得して四段昇段・フリークラスプロとなり、さらに勝率規定によって順位戦参加を果たしている。
試験は年1回､8･9月の奨励会例会日3日間に行われ、1日目2対局･2日目2対局･3日目1対局の全5局すべて奨励会員と行う。

### 三段リーグ編入試験
2006年5月の日本将棋連盟通常総会において、「棋士編入試験」と共に「三段リーグ編入試験」が創設された（2007年度より開始）。
最初の「三段リーグ編入試験」（2名が同時期受験）は2007年2月-3月に実施。
受験資格
過去1年間の6つのアマチュア全国大会（アマ竜王、アマ名人、朝日アマ名人、アマ王将、赤旗名人、支部名人）のいずれかの優勝者で、四段以上のプロ棋士（日本将棋連盟正会員）から奨励会受験の推薦を得た者であること。優勝1回に付き受験1回可能。
試験方法
- 「三段リーグ編入試験」の対局は奨励会例会において行われる。
- 編入されるリーグにより実施時期が異なり、4月編入（申込締切前年12月末）の場合は2-3月、10月編入（申込締切6月末）の場合は8-9月に行われる。
- （受験者を二段扱いとして）奨励会二段（場合により初段も含む）と最大8局の対局を行ない、6勝で合格となり三段に編入される。一方、3敗した時点で不合格となり、試験は打ち切りとなる。
- 「三段リーグ編入試験」合格者は、年齢に関係なく三段リーグに最長2年間（4期）参加できる。
- 三段リーグ在籍中に二段降段となった場合は退会となる。三段リーグの参加資格の勝ち越し延長も認めない。

「三段リーグ編入試験」は2016年後期までに11回実施（10名受験、1名が二度受験）され、2007年度前期試験の今泉健司が唯一の合格者である。ただし今泉は、この三段リーグ編入後2年以内に四段昇段に至らず退会したため、「三段リーグ編入試験」からプロ入りした事例はない。なお、今泉は奨励会を退会後にプロ編入試験（現・棋士編入試験）に合格しプロ入りを果たした。
なお、以前に「三段リーグ編入試験」を不合格となった者であっても、上記の受験資格を新たに得た場合には何度でも「三段リーグ編入試験」を受験できる。受験資格を得れば何度でも受験可能であるのは、「三段リーグ編入試験」に合格し三段編入するも、四段昇段ならず奨励会を退会した者も同様である。
過去の「三段リーグ編入試験」結果
|    | リーグ編入時期              | 受験者（結果）              | 備考 |
| -- | --------------------------- | --------------------------- | --- |
| 1  | 平成19年度 〈2007年度〉前期 | 今泉健司 - 6勝1敗（合格）   | - 今泉は三段リーグ第41回-第44回に参加後、奨励会退会。 - 今泉はその後、2014年度の「棋士編入試験」に合格、2015年4月に四段昇段しプロ棋士になった。 |
| 2  | 平成19年度 〈2007年度〉前期 | 秋山太郎 - 5勝3敗（不合格） | 秋山は3年後に再度三段リーグ編入試験を受験（別記）。                                                                                             |
| 3  | 平成20年度 〈2008年度〉後期 | 武田俊平 - 0勝3敗（不合格） | 武田は初の奨励会未経験者による受験。 |
| 4  | 平成21年度 〈2009年度〉後期 | 下平雅之 - 4勝3敗（不合格） | |
| 5  | 平成22年度 〈2010年度〉前期 | 加來博洋 - 4勝3敗（不合格） | 加來はその後、2016年に棋士編入試験の受験資格を得るが申請せず。                                                                                  |
| 6  | 平成22年度 〈2010年度〉前期 | 秋山太郎 - 1勝3敗（不合格） | 秋山は2回目の受験。 |
| 7  | 平成23年度 〈2011年度〉後期 | 稲葉聡 - 4勝3敗（不合格）   | 稲葉はその後、2016年に棋士編入試験の受験資格を得るが申請せず。                                                                                  |
| 8  | 平成27年度 〈2015年度〉前期 | 天野貴元 - 4勝3敗（不合格） | |
| 9  | 平成27年度 〈2015年度〉前期 | 中川慧梧 - 3勝3敗（不合格） | |
| 10 | 平成27年度 〈2015年度〉後期 | 城間春樹 - 2勝3敗（不合格） | |
| 11 | 平成28年度 〈2016年度〉後期 | 小山怜央 - 2勝3敗（不合格） | 小山はその後、2022年度の「棋士編入試験」に3勝1敗で合格、2023年4月に四段昇段しプロ棋士になった。                                                 |
| 12 | 令和7年度 〈2025年度〉後期  | 小林智晴（2025年8-9月実施） | (4局終了時 3勝1敗) |

## 奨励会規定
現在の奨励会は7級から三段までで構成されている。かつては更に下位クラスとして「奨励会初等科」（7級から20級まで）が存在したこともある。
二段までは、関東・関西にそれぞれ分かれて奨励会員同士で対局を行い、段級位に差がある場合は駒落ちで対局する。規定の成績を収めたときに昇段・昇級することができる。三段は関東・関西合同のリーグ戦（三段リーグ）で三段同士のみの対戦となり、成績優秀者が四段昇段（プロ入り）となる。
なお入会金は105,000円、会費は段級位に関係なく月10,500円／年126,000円（初年度は7ヶ月分の73,500円、いずれも2024年現在）。

### 段級位の昇降

#### 昇級・昇段
| 6級昇級 - 1級昇級 次のいずれかの成績を取れば昇級。 - 6連勝 - 9勝3敗 - 11勝4敗 - 13勝5敗 - 15勝6敗 | 初段昇段 - 三段昇段 次のいずれかの成績を取れば昇段。 - 8連勝 - 12勝4敗 - 14勝5敗 - 16勝6敗 - 18勝7敗 |
四段昇段（ = プロ入り）
三段リーグ通過で昇段。
- 三段リーグで上位成績2名となる（次年度順位戦C2に編入）。
- 三段リーグで2度の次点(成績3位）となる（フリークラス編入）。
- 三段リーグでの次点(成績3位）と、棋戦において所定の成績をおさめた場合で得た次点の2つの次点を得る（フリークラス編入）。

#### 降級・降段
※四段以上には降段の規定なし。
三段から二段への降段
- 三段リーグの降段点は勝率2割5分以下の成績（18局の場合4勝以下）。
- 降段点を消すには、直後の三段リーグで勝率2割5分を上回る成績（18局の場合5勝以上）が必要となる。
- 三段リーグで2回連続の降段点を取ると二段に降段となる。

二段以下の段級位からの降級・降段
- 降級点・降段点は2勝8敗以下の成績。
- 降級点・降段点を消すには、3勝3敗以上の成績を収めなければならない。
- 1度目の降級点・降段点を消せない内に2度目の降級点・降段点を取ると降級・降段となる。
  - 7級で降級となった場合は8級にはならず退会となる。なお7級は本来は例外扱いのため、6級からの降級でも退会となる場合がある。

### 年齢制限
満21歳（2002年度以前の奨励会試験合格者においては満23歳）の誕生日までに初段、満26歳の誕生日を迎える三段リーグ終了までに四段に昇段できなかった者は退会となる。プロになれずに定年退会した会員は、その後OB・OG扱いとはならず、奨励会との利害関係は無くなる。ただし、以下の場合は延長して在籍できる。
- 三段リーグについては、年齢制限にかかわらず、三段昇段後最低5期在籍できる[出典 41]。年齢制限を迎えて6期以上在籍している場合でも、勝ち越しを続ければ満29歳を迎えるリーグ終了まで延長して在籍できる。
- 21歳以上で初段から1級に降級した場合は半年間の猶予が与えられ、この間に初段に復帰すれば退会を免れる。

奨励会発足時は年齢制限がなかったが、1968年に「満31歳の誕生日までに四段に昇段できなければ奨励会を退会」という規定を設ける。その後、1981年に満26歳に引き下げられて<（1980年以前の奨励会試験合格者は従来通り31歳まで）、1994年に上記の延長規定を追加した。勝ち越し延長適用後に四段昇段を果たしたのは増田裕司、山本真也、宮本広志、齊藤優希の4名。

## 三段リーグ
現在の三段リーグは、1987年6月から開始されたものである。
- 東西のいずれかで二段から三段に昇段した奨励会員、および、三段編入試験に合格した者は、三段リーグ（東西の区別がない1つのリーグ）に入る。
- 三段リーグは半年（前期:4月-9月、後期:10月-3月）を1つの期（1回）とし、1期18局の成績を競い合う。同成績の場合は、一つ前の期の成績順を基にしたリーグ開始時の「順位」の高い方が成績上位となる。
  - 第1回および第2回の三段リーグは参加棋士の人数が少なく総当り制で行われたが、リーグ参加人数が20人を超えた第3回以降は非総当り制となっている。参加人数は増加傾向にあると言え、第8回に25人、第11回に30人、第40回に35人、第70回に40人を初めて超え、第74回には初めて45人に達した。なお、参加人数増加にともない、対戦相手は同地区の前回未対局者優先で組み合わせる方式になっている。
- 各期の三段リーグにおける成績上位2人は四段に昇段し、順位戦C級2組に入る。
- 成績3位の者には次点が与えられる。1996年度後期（第20回）以降に次点を2回獲得したものは、フリークラスの四段に昇段する権利を得る（権利を放棄することもできる[16]）。次点2回獲得による昇段の権利を行使して四段になった者は、2025年3月現在で7名いる（下記詳細）。
- 四段昇段者以外の三段リーグの成績上位者は、プロ公式戦の竜王戦、新人王戦、加古川青流戦への奨励会枠による出場資格を得る。なお、竜王戦では昇級者（1組は挑戦者）決定戦への出場資格は与えられないため、優勝もしくは2位以外は降級となる。
  - 竜王戦：出場者は奇数回リーグ戦（年度前期）の次点者（次点者が次点二回で四段昇段したときは4位者）
  - 新人王戦：出場者は奇数回リーグ戦の上位者（人数不定）
  - 加古川青流戦：出場者は偶数回リーグ戦（年度後期）の上位者（人数不定）
- 三段リーグ戦での勝率が2割5分以下（全18局の場合は4勝以下）であると降段点がつく。
  - 三段リーグ戦で2期連続で降段点を取ると二段へ降段する。一方、勝率が2割5分超（全18局の場合は5勝以上）であれば前期の降段点は消滅する。

- 奨励会三段が棋戦において所定の成績をおさめた場合には、進行中の三段リーグ終了後に次点1を付与される。ただし、その期の三段リーグにおいて降段点（勝率2割5分以下）に該当した場合は、次点は付与されない。また、フリークラス編入条件となる次点2回のうちの1回は三段リーグにおける次点（リーグ成績3位）でなくてはならない。三段リーグにおける次点1回に加え棋戦で所定の成績をおさめたことによる昇段の権利を行使して四段になった者は、2025年3月時点では一人もいない。
  - 新人王戦優勝者への次点付与の規定は、2014年の改正により適用となった。この新人王戦優勝の次点のみを2度取得しても昇段できないこと、優勝した期に降段点を取った場合は次点が付与されないことも規定された[出典 44]。
  - 2013年10月の第44期新人王戦で都成竜馬が史上初の三段での優勝を果たしたが、規定ができたのが2014年1月のため、本来は第54回三段リーグ戦（2013年10月～2014年3月）終了後に次点が与えられるはずのところ、その次期である第55回三段リーグ戦（2014年4月～9月）終了時に、昇段を果たせず降段点も得なかったため、次点が与えられた。都成はその後第58回三段リーグ戦（2015年10月～2016年3月）で1位となり四段昇段を果たしている。
  - 2021年2月より、新人王戦に加え以下の棋戦で所定の成績を収めた場合にも、その成績を達成した時点で進行中の期の終了時点で次点が与えられることになった。四段昇段には三段リーグで得た次点を必要とすることと、降段点を取った際の非付与は新人王戦優勝の場合と同様である。合わせて、奨励会三段が女流棋士枠[17]で出場し、優秀な成績をおさめた場合においても同様とするとの規定が明文化された[出典 45]。
  - 2025年4月より、奨励会員が竜王戦の5組ランキング戦で決勝進出した場合は、6組ランキング戦で優勝した場合と同様に、その成績を達成した時点で進行中の期の終了時点で次点1が与えられることになった。四段昇段には三段リーグで得た次点を必要とすることと、降段点を取った際の非付与はこれまでと同様である[出典 46]。

各棋戦における基準（三段リーグ「次点1」付与要件）
- 竜王戦：

- 竜王戦ランキング戦・6組優勝
- 竜王戦ランキング戦・6組2位、かつ、次期ランキング戦・5組決勝進出

- 新人王戦：優勝

以下の棋戦の出場資格には奨励会枠がないため、奨励会三段に在籍する女性奨励会員が女流棋士枠で出場する場合のみ適用となる。
- 王位戦：挑戦者決定リーグ入り
- 王座戦：挑戦者決定トーナメントベスト8
- 棋王戦：挑戦者決定トーナメントベスト8
- 棋聖戦：決勝トーナメントベスト8
- 朝日杯：本戦トーナメントベスト4
- 銀河戦：決勝トーナメントベスト4
- NHK杯：本戦トーナメントベスト4

### 三段リーグ上位成績による四段昇段者
黄色の名前 は三段リーグでの在籍1期で四段昇段した棋士（9名）。

#### 第1回～第10回（1987年度～1991年度）
| 年度      | 年度 | 回次   | 四段昇段者(勝敗、順位) | 四段昇段者(勝敗、順位) | (次点) (3位)      | 三段昇段者数 (再 昇段者) | 二段降段者数 (降段点者) | 今期での 退会者数 | 今期 参加人数 | 備考                                     |
| 年度      | 年度 | 回次   | 成績 1位               | 成績 2位               | (次点) (3位)      | 三段昇段者数 (再 昇段者) | 二段降段者数 (降段点者) | 今期での 退会者数 | 今期 参加人数 | 備考                                     |
| --------- | ---- | ------ | ---------------------- | ---------------------- | ----------------- | ------------------------ | ----------------------- | ----------------- | ------------- | ---------------------------------------- |
| 1987 年度 | 前期 | 第1回  | 中川大輔 (13-3)        | 先崎学 (12-4)          | (杉本) (10-6)     | 17                       | -                       | -                 | 17            | 1987年6月-10月 全17局 総当り (1局抜番)   |
| 1987 年度 | 後期 | 第2回  | 野田敬三 (10-5、10位)  | 木下浩一 (10-5、10位)  | (北島/小池) (9-6) | 1                        | -                       | -                 | 16            | 1987年11月 -0 000- 翌年3月 全15局 総当り |
| 1988 年度 | 前期 | 第3回  | 小倉久史 (16-2,18位)   | 屋敷伸之 (14-4,20位)   | (郷田) (13-5)     | 7                        | -                       | -                 | 21            | 全19局 (1局抜番)                         |
| 1988 年度 | 後期 | 第4回  | 藤原直哉 (16-2,4位)    | 高田尚平 (15-3,17位)   | (杉本=2) (13-5)   | 2                        | -                       | -                 | 21            | 全19局 (1局抜番)                         |
| 1989 年度 | 前期 | 第5回  | 畠山鎮 (12-6,2位)      | 畠山成幸 (12-6,8位)    | (鈴木)(12-6)      | 3                        | -                       | 1                 | 22 (休場1名)  | 全19局 (1局抜番)                         |
| 1989 年度 | 後期 | 第6回  | 丸山忠久 (14-4,2位)    | 郷田真隆 (14-4,3位)    | (豊川) (14-4)     | 3                        | -                       | -                 | 22            | 全18局                                   |
| 1990 年度 | 前期 | 第7回  | 佐藤秀司 (13-5,4位)    | 杉本昌隆 (13-5,14位)   | (近藤) (13-5)     | 4                        | -                       | 1                 | 24            | 全18局                                   |
| 1990 年度 | 後期 | 第8回  | 藤井猛 (15-3,2位)      | 平藤真吾 (15-3,3位)    | (小池=2)(12-6)    | 5                        | -                       | 1                 | 26            | 全18局                                   |
| 1991 年度 | 前期 | 第9回  | 豊川孝弘 (13-5,3位)    | 深浦康市 (13-5,4位)    | (石堀)(13-5)      | 5                        | -                       | 1                 | 28            | 全18局                                   |
| 1991 年度 | 後期 | 第10回 | 真田圭一 (13-5,2位)    | 飯塚祐紀 (13-5,3位)    | (中座) (13-5)     | 1                        | -                       | 1                 | 26            | 全18局                                   |

#### 第11回～第20回（1992年度～1996年度）
| 年度                                                                              | 年度 | 回次   | 四段昇段者(勝敗、順位) | 四段昇段者(勝敗、順位) | (次点) (3位)    | 三段昇段者数 (再 昇段者) | 二段降段者数 (降段点者) | 今期での 退会者数 | 今期 参加人数 | 備考             |
| 年度                                                                              | 年度 | 回次   | 成績 1位               | 成績 2位               | (次点) (3位)    | 三段昇段者数 (再 昇段者) | 二段降段者数 (降段点者) | 今期での 退会者数 | 今期 参加人数 | 備考             |
| --------------------------------------------------------------------------------- | ---- | ------ | ---------------------- | ---------------------- | --------------- | ------------------------ | ----------------------- | ----------------- | ------------- | ---------------- |
| 1992 年度                                                                         | 前期 | 第11回 | 三浦弘行 (13-5,15位)   | 伊藤能 (13-5,22位)     | (久保) (13-5)   | 9                        | -                       | 2                 | 32            | 全18局           |
| 1992 年度                                                                         | 後期 | 第12回 | 川上猛 (15-3,32位)     | 久保利明 (14-4,1位)    | (田村) (14-4)   | 4                        | -                       | -                 | 32            | 全18局           |
| 1993 年度                                                                         | 前期 | 第13回 | 行方尚史 (15-3,2位)    | 岡崎洋 (14-4,19位)     | (松本) (14-4)   | 3                        | 1                       | 2                 | 33            | 全19局 (1局抜番) |
| 1993 年度                                                                         | 後期 | 第14回 | 窪田義行 (13-5,13位)   | 北浜健介 (12-6,4位)    | (鈴木) (12-6)   | 1                        | 1                       | -                 | 29            | 全19局 (1局抜番) |
| 1994 年度                                                                         | 前期 | 第15回 | 矢倉規広 (15-3,5位)    | 鈴木大介 (14-4,1位)    | (金沢) (13-5)   | 3                        | -                       | 2                 | 29            | 全19局 (1局抜番) |
| 1994 年度                                                                         | 後期 | 第16回 | 北島忠雄 (15-3,17位)   | 勝又清和 (13-5,3位)    | (近藤=2) (13-5) | 2                        | -                       | 1                 | 26            | 全18局           |
| 1995 年度                                                                         | 前期 | 第17回 | 松本佳介 (15-3,15位)   | 田村康介 (12-6,3位)    | (堀口) (12-6)   | 3                        | -                       | 1                 | 26            | 全18局           |
| 1995 年度                                                                         | 後期 | 第18回 | 堀口一史座 (14-4,1位)  | 中座真 (12-6,6位)      | (今泉) (12-6)   | 3                        | -                       | 4                 | 26            | 全18局           |
| 1996 年度                                                                         | 前期 | 第19回 | 近藤正和 (14-4,18位)   | 野月浩貴 (11-7、2位)   | (木村) (11-7)   | 3                        | -                       | -                 | 23            | 全19局 (1局抜番) |
| 1996 年度                                                                         | 後期 | 第20回 | 木村一基 (14-4,1位)    | 小林裕士 (14-4,5位)    | 佐藤 (13-5)     | 5                        | -                       | 1                 | 26            | 全18局           |
| 第20回（1996年度後期）以降、獲得した次点は「次点2回による四段昇段」の対象となる。 |      |        |                        |                        |                 |                          |                         |                   |               |                  |

#### 第21回～第30回（1997年度～2001年度）
| 年度      | 年度 | 回次   | 四段昇段者(勝敗、順位) | 四段昇段者(勝敗、順位) | 四段昇段者(勝敗、順位)            | 次点 (3位)                        | 三段昇段者数 (再 昇段者) | 二段降段者数 (降段点者) | 今期での 退会者数 | 今期 参加人数 | 備考             |
| 年度      | 年度 | 回次   | 成績 1位               | 成績 2位               | 次点2回                           | 次点 (3位)                        | 三段昇段者数 (再 昇段者) | 二段降段者数 (降段点者) | 今期での 退会者数 | 今期 参加人数 | 備考             |
| --------- | ---- | ------ | ---------------------- | ---------------------- | --------------------------------- | --------------------------------- | ------------------------ | ----------------------- | ----------------- | ------------- | ---------------- |
| 1997 年度 | 前期 | 第21回 | 佐藤紳哉 (14-4,1位)    | 増田裕司 (12-6,6位)    | -                                 | 伊奈 (11-7)                       | 2                        | -                       | -                 | 25            | 全19局 (1局抜番) |
| 1997 年度 | 後期 | 第22回 | 高野秀行 (13-5,5位)    | 山﨑隆之 (12-6,4位)    | 伊奈祐介 (11-7、1位) (第21回次点) | 伊奈祐介 (11-7、1位) (第21回次点) | 2                        | -                       | 1                 | 25            | 全19局 (1局抜番) |
| 1998 年度 | 前期 | 第23回 | 山本真也 (12-6,1位)    | 中尾敏之 (12-6,7位)    | -                                 | 今泉=2 (12-6)                     | 3                        | -                       | -                 | 24            | 全18局           |
| 1998 年度 | 後期 | 第24回 | 松尾歩 (14-4,23位)     | 金沢孝史 (13-5,2位)    | -                                 | 三須(12-6)                        | 7                        | -                       | 2                 | 29            | 全19局 (1局抜番) |
| 1999 年度 | 前期 | 第25回 | 阿久津主税 (14-4,8位)  | 安用寺孝功 (13-5,13位) | -                                 | 宮田 (13-5)                       | 5                        | -                       | 4                 | 30            | 全18局           |
| 1999 年度 | 後期 | 第26回 | 渡辺明 (13-5,9位)      | 飯島栄治 (13-5,11位)   | -                                 | 佐藤 (12-6)                       | 3                        | -                       | 1                 | 27            | 全19局 (1局抜番) |
| 2000 年度 | 前期 | 第27回 | 千葉幸生 (13-5,7位)    | 上野裕和 (13-5,11位)   | -                                 | 松本(12-6)                        | 3                        | -                       | 3                 | 27            | 全19局 (1局抜番) |
| 2000 年度 | 後期 | 第28回 | 橋本崇載 (15-3,3位)    | 佐々木慎 (15-3,9位)    | -                                 | 佐藤(11-7)                        | 3                        | -                       | 1                 | 25            | 全19局 (1局抜番) |
| 2001 年度 | 前期 | 第29回 | 宮田敦史 (15-3,4位)    | 村田智弘 (14-4,5位)    | -                                 | 堀尾(12-6)                        | 2                        | -                       | 1                 | 24            | 全18局           |
| 2001 年度 | 後期 | 第30回 | 大平武洋 (16-2,5位)    | 熊坂学 (13-5,14位)     | -                                 | 高野(12-6)                        | 4                        | -                       | 1                 | 25            | 全19局 (1局抜番) |

#### 第31回～第40回（2002年度～2006年度）
| 高崎 (13-5) |

| ( | 佐藤天彦は 権利行使せず | ) |

#### 第41回～第50回（2007年度～2011年度）
| 年度        | 年度 | 回次   | 四段昇段者(勝敗、順位)                                                          | 四段昇段者(勝敗、順位) | 四段昇段者(勝敗、順位)                 | 次点 (3位)                             | 三段昇段者数 (再 昇段者) | 二段降段者数 (降段点者) | 今期での 退会者数 | 今期 参加人数 | 備考             |
| 年度        | 年度 | 回次   | 成績 1位                                                                        | 成績 2位               | 次点2回                                | 次点 (3位)                             | 三段昇段者数 (再 昇段者) | 二段降段者数 (降段点者) | 今期での 退会者数 | 今期 参加人数 | 備考             |
| ----------- | ---- | ------ | ------------------------------------------------------------------------------- | ---------------------- | -------------------------------------- | -------------------------------------- | ------------------------ | ----------------------- | ----------------- | ------------- | ---------------- |
| 2007 年度   | 前期 | 第41回 | 村田顕弘 (15-3,11位)                                                            | 及川拓馬 (13-5,1位)    | -                                      | 一瀬(13-5)                             | 3+ 編入1                 | -                       | 1                 | 33            | 全19局 (1局抜番) |
| 2007 年度   | 後期 | 第42回 | 稲葉陽 (13-5,2位)                                                               | 田中悠一 (13-5,19位)   | -                                      | \| 吉田 (13-5) \|                      | 4                        | -                       | 2                 | 34            | 全18局           |
| 2008 年度   | 前期 | 第43回 | 佐藤慎一 (15-3,18位)                                                            | 西川和宏 (14-4,13位)   | 吉田(渡辺)正和 (13-5,1位) (第42回次点) | 吉田(渡辺)正和 (13-5,1位) (第42回次点) | 4                        | 1                       | -                 | 34            | 全18局           |
| 2008 年度   | 後期 | 第44回 | 澤田真吾 (14-4,21位)                                                            | 大石直嗣 (13-5,1位)    | -                                      | 阿部 (12-6)                            | 5                        | -                       | 1                 | 35            | 全19局 (1局抜番) |
| 2009 年度   | 前期 | 第45回 | 永瀬拓矢 (14-4,8位)                                                             | 阿部健治郎 (13-5,1位)  | -                                      | 菅井 (12-6)                            | 1                        | -                       | 1                 | 33            | 全19局 (1局抜番) |
| 2009 年度   | 後期 | 第46回 | 菅井竜也 (15-3,1位)                                                             | 牧野光則 (14-4,3位)    | -                                      | 渡辺 (13-5)                            | 1                        | -                       | 5                 | 31            | 全19局 (1局抜番) |
| 2010 年度   | 前期 | 第47回 | 佐々木勇気 (14-4,2位)                                                           | 船江恒平 (13-5,4位)    | -                                      | 竹内 (13-5)                            | 9                        | -                       | -                 | 33            | 全19局 (1局抜番) |
| 2010 年度   | 後期 | 第48回 | 門倉啓太 (13-5,6位)                                                             | 阿部光瑠 (13-5,23位)   | -                                      | 斎藤 (12-6)                            | 4                        | -                       | -                 | 35            | 全19局 (1局抜番) |
| 2010 年度   | 後期 | 第48回 | 第48回の最終日(3/12)は前日発生の東日本大震災の影響により、2011年3月23日に延期。 |                        |                                        |                                        |                          |                         |                   |               |                  |
| 2011 年度   | 前期 | 第49回 | 高見泰地 (13-5,5位)                                                             | 藤森哲也 (12-6,8位)    | -                                      | 石井 (12-6)                            | 1                        | -                       | 1                 | 34            | 全18局           |
| 2011 年度   | 後期 | 第50回 | 斎藤慎太郎 (15-3,5位)                                                           | 八代弥 (14-4,15位)     | -                                      | 福間(12-6)                             | 2                        | -                       | 1                 | 33            | 全19局 (1局抜番) |
| 吉田 (13-5) |      |        |                                                                                 |                        |                                        |                                        |                          |                         |                   |               |                  |

#### 第51回～第60回（2012年度～2016年度）
| 年度      | 年度 | 回次   | 四段昇段者(勝敗、順位) | 四段昇段者(勝敗、順位) | 四段昇段者(勝敗、順位)              | 次点 (3位)                          | 三段昇段者数 (再 昇段者) | 二段降段者数 (降段点者) | 今期での 退会者数 | 今期 参加人数 | 備考             |
| 年度      | 年度 | 回次   | 成績 1位               | 成績 2位               | 次点2回                             | 次点 (3位)                          | 三段昇段者数 (再 昇段者) | 二段降段者数 (降段点者) | 今期での 退会者数 | 今期 参加人数 | 備考             |
| --------- | ---- | ------ | ---------------------- | ---------------------- | ----------------------------------- | ----------------------------------- | ------------------------ | ----------------------- | ----------------- | ------------- | ---------------- |
| 2012 年度 | 前期 | 第51回 | 上村亘 (14-4,27位)     | 石田直裕 (13-5,14位)   | 渡辺大夢 (13-5,17位) (第46回次点)   | 渡辺大夢 (13-5,17位) (第46回次点)   | 3                        | -                       | 3                 | 33            | 全19局 (1局抜番) |
| 2012 年度 | 後期 | 第52回 | 千田翔太 (15-3,2位)    | 竹内雄悟 (13-5,21位)   | -                                   | 宮本 (12-6)                         | 3                        | -                       | 1                 | 30            | 全18局           |
| 2013 年度 | 前期 | 第53回 | 石井健太郎 (15-3,4位)  | 三枚堂達也 (14-4,31位) | -                                   | 西田 (13-5)                         | 9                        | -                       | 1                 | 36            | 全18局           |
| 2013 年度 | 後期 | 第54回 | 星野良生 (13-5,2位)    | 宮本広志 (13-5,9位)    | -                                   | 大橋 (13-5)                         | 6                        | -(3)                    | 3                 | 39            | 全19局 (1局抜番) |
| 2014 年度 | 前期 | 第55回 | 増田康宏 (13-5,5位)    | 黒沢怜生 (13-5,9位)    | -                                   | 佐々木 (13-5)                       | 3                        | -                       | -                 | 37 (休場1名)  | 全18局           |
| 2014 年度 | 後期 | 第56回 | 青嶋未来 (16-2,5位)    | 梶浦宏孝 (13-5,8位)    | -                                   | 杉本 (12-6)                         | 1                        | -(2)                    | 3                 | 36 (休場1名)  | 全19局 (1局抜番) |
| 2015 年度 | 前期 | 第57回 | 高野智史 (13-5,2位)    | 近藤誠也 (13-5,4位)    | -                                   | 石川泰 (13-5)                       | 3                        | 1 (2)                   | 3                 | 34 (休場1名)  | 全19局 (1局抜番) |
| 2015 年度 | 後期 | 第58回 | 都成竜馬 (14-4,17位)   | 井出隼平 (12-6,8位)    | 佐々木大地 (12-6,14位) (第55回次点) | 佐々木大地 (12-6,14位) (第55回次点) | 2                        | -                       | 2                 | 30            | 全18局           |
| 2016 年度 | 前期 | 第59回 | 藤井聡太 (13-5,27位)   | 大橋貴洸 (12-6,1位)    | -                                   | 黒田 (12-6)                         | 4                        | -(2)                    | 1                 | 29            | 全19局 (1局抜番) |
| 2016 年度 | 後期 | 第60回 | 西田拓也 (15-3,6位)    | 杉本和陽 (12-6,3位)    | -                                   | 谷合 (12-6)                         | 6                        | -(1)                    | 1                 | 32            | 全18局           |

#### 第61回～第70回（2017年度～2021年度）
| 年度      | 年度 | 回次   | 四段昇段者(勝敗、順位)                                                                       | 四段昇段者(勝敗、順位)                                                                       | 四段昇段者(勝敗、順位)                                                                       | 次点 (3位)                                                                                   | 三段昇段者数 (再 昇段者)                                                                     | 二段降段者数 (降段点者)                                                                      | 今期での 退会者数                                                                            | 今期 参加人数                                                                                | 備考                                                                                         |
| 年度      | 年度 | 回次   | 成績 1位                                                                                     | 成績 2位                                                                                     | 次点2回                                                                                      | 次点 (3位)                                                                                   | 三段昇段者数 (再 昇段者)                                                                     | 二段降段者数 (降段点者)                                                                      | 今期での 退会者数                                                                            | 今期 参加人数                                                                                | 備考                                                                                         |
| --------- | ---- | ------ | -------------------------------------------------------------------------------------------- | -------------------------------------------------------------------------------------------- | -------------------------------------------------------------------------------------------- | -------------------------------------------------------------------------------------------- | -------------------------------------------------------------------------------------------- | -------------------------------------------------------------------------------------------- | -------------------------------------------------------------------------------------------- | -------------------------------------------------------------------------------------------- | -------------------------------------------------------------------------------------------- |
| 2017 年度 | 前期 | 第61回 | 斎藤明日斗 (14-4,9位)                                                                        | 古森悠太 (12-6,4位)                                                                          | -                                                                                            | 甲斐 (12-6)                                                                                  | 2                                                                                            | - (1)                                                                                        | 1                                                                                            | 31                                                                                           | 全19局 (1局抜番)                                                                             |
| 2017 年度 | 後期 | 第62回 | 長谷部浩平 (14-4,4位)                                                                        | 池永天志 (14-4,6位)                                                                          | -                                                                                            | 服部 (14-4)                                                                                  | 8                                                                                            | - (1)                                                                                        | 2                                                                                            | 36                                                                                           | 全18局                                                                                       |
| 2018 年度 | 前期 | 第63回 | 本田奎 (15-3,25位)                                                                           | 山本博志 (13-5,7位)                                                                          | -                                                                                            | 桝田 (13-5)                                                                                  | 5                                                                                            | - (2)                                                                                        | 3                                                                                            | 37                                                                                           | 全19局 (1局抜番)                                                                             |
| 2018 年度 | 後期 | 第64回 | 出口若武 (14-4,10位)                                                                         | 黒田尭之 (13-5,3位)                                                                          | -                                                                                            | 石川 (13-5)                                                                                  | 1                                                                                            | - (3)                                                                                        | 1                                                                                            | 33                                                                                           | 全19局 (1局抜番)                                                                             |
| 2019 年度 | 前期 | 第65回 | 渡辺和史 (16-2,11位)                                                                         | 石川優太 (13-5,1位)                                                                          | -                                                                                            | 古賀 (13-5)                                                                                  | 3                                                                                            | - (1)                                                                                        | 3                                                                                            | 33                                                                                           | 全19局 (1局抜番)                                                                             |
| 2019 年度 | 後期 | 第66回 | 服部慎一郎 (14-4,2位)                                                                        | 谷合廣紀 (14-4,4位)                                                                          | -                                                                                            | 西山朋 (14-4)                                                                                | 2                                                                                            | 1 (2)                                                                                        | 2                                                                                            | 30                                                                                           | 全18局                                                                                       |
| 2020 年度 | 前期 | 第67回 | 第67回は新型コロナウイルス感染症の影響により開催延期、2020年6月20日-9月26日の3か月間で実施。 | 第67回は新型コロナウイルス感染症の影響により開催延期、2020年6月20日-9月26日の3か月間で実施。 | 第67回は新型コロナウイルス感染症の影響により開催延期、2020年6月20日-9月26日の3か月間で実施。 | 第67回は新型コロナウイルス感染症の影響により開催延期、2020年6月20日-9月26日の3か月間で実施。 | 第67回は新型コロナウイルス感染症の影響により開催延期、2020年6月20日-9月26日の3か月間で実施。 | 第67回は新型コロナウイルス感染症の影響により開催延期、2020年6月20日-9月26日の3か月間で実施。 | 第67回は新型コロナウイルス感染症の影響により開催延期、2020年6月20日-9月26日の3か月間で実施。 | 第67回は新型コロナウイルス感染症の影響により開催延期、2020年6月20日-9月26日の3か月間で実施。 | 第67回は新型コロナウイルス感染症の影響により開催延期、2020年6月20日-9月26日の3か月間で実施。 |
| 2020 年度 | 前期 | 第67回 | 伊藤匠 (15-3,10位)                                                                           | 冨田誠也 (14-4,23位)                                                                         | 古賀悠聖 (13-5,22位) (第65回次点)                                                            | 古賀悠聖 (13-5,22位) (第65回次点)                                                            | 6                                                                                            | - (1)                                                                                        | -                                                                                            | 31                                                                                           | 全19局 (1局抜番)                                                                             |
| 2020 年度 | 後期 | 第68回 | 井田明宏 (13-5,2位)                                                                          | 高田明浩 (13-5,18位)                                                                         | -                                                                                            | 三田 (13-5)                                                                                  | 8(1)                                                                                         | - (1)                                                                                        | 1                                                                                            | 36                                                                                           | 全18局                                                                                       |
| 2021 年度 | 前期 | 第69回 | 横山友紀 (13-5,2位)                                                                          | 狩山幹生 (13-5,5位)                                                                          | -                                                                                            | 柵木 (13-5)                                                                                  | 4                                                                                            | - (1)                                                                                        | 1                                                                                            | 37                                                                                           | 全19局 (1局抜番)                                                                             |
| 2021 年度 | 後期 | 第70回 | 岡部怜央 (15-3,3位)                                                                          | 徳田拳士 (15-3,18位)                                                                         | -                                                                                            | 片山 (14-4)                                                                                  | 7                                                                                            | 1 (3)                                                                                        | 1                                                                                            | 41                                                                                           | 全19局 (1局抜番)                                                                             |

#### 第71回～第78回（2022年度～2025年度）
| 年度      | 年度 | 回次   | 四段昇段者(勝敗、順位)   | 四段昇段者(勝敗、順位) | 四段昇段者(勝敗、順位)            | 次点 (3位)                        | 三段昇段者数 (再 昇段者) | 二段降段者数 (降段点者) | 今期での 退会者数 | 今期 参加人数 | 備考             |
| 年度      | 年度 | 回次   | 成績 1位                 | 成績 2位               | 次点2回                           | 次点 (3位)                        | 三段昇段者数 (再 昇段者) | 二段降段者数 (降段点者) | 今期での 退会者数 | 今期 参加人数 | 備考             |
| --------- | ---- | ------ | ------------------------ | ---------------------- | --------------------------------- | --------------------------------- | ------------------------ | ----------------------- | ----------------- | ------------- | ---------------- |
| 2022 年度 | 前期 | 第71回 | 藤本渚 (13-5,5位)        | 齊藤裕也 (13-5,39位)   | -                                 | 上野 (12-6)                       | 4                        | - (-)                   | 2                 | 41            | 全19局 (1局抜番) |
| 2022 年度 | 後期 | 第72回 | 小山直希 (13-5,4位)      | 森本才跳 (13-5,8位)    | 柵木幹太 (13-5,10位) (第69回次点) | 柵木幹太 (13-5,10位) (第69回次点) | 4                        | - (3)                   | 2                 | 41            | 全19局 (1局抜番) |
| 2023 年度 | 前期 | 第73回 | 宮嶋健太 (15-3,7位)      | 上野裕寿 (14-4,4位)    | -                                 | 山下 (13-5)                       | 4                        | - (-)                   | 1                 | 40            | 全18局           |
| 2023 年度 | 後期 | 第74回 | 山川泰熙 (14-4,14位)     | 高橋佑二郎 (14-4,23位) | -                                 | 岩村 (13-5)                       | 8                        | - (2)                   | 2                 | 45            | 全19局 (1局抜番) |
| 2024 年度 | 前期 | 第75回 | 獺ヶ口笑保人 (15-3,26位) | 吉池隆真 (14-4,3位)    | -                                 | 齊藤優 (13-5)                     | 3                        | - (-)                   | 3                 | 44            | 全18局           |
| 2024 年度 | 後期 | 第76回 | 齊藤優希 (17-1,1位)      | 炭﨑俊毅 (15-3,19位)   | -                                 | 古井 (13-5)                       | 5                        | - (5)                   | 4                 | 44            | 全18局           |
| 2025 年度 | 前期 | 第77回 |                          |                        | -                                 |                                   | 2                        | - (-)                   | _                 | 40            | 全18局           |
| 2025 年度 | 後期 | 第78回 |                          |                        | -                                 |                                   | 2以上                    | -                       | -                 | -             |                  |

### 四段昇段に関する記録
- 最高成績での昇段…17勝1敗(1名)※総当たりの第1回(全16局)と第2回(全15局)を除く

- 齊藤優希（第76回、開幕17連勝は最高記録）。
- 上記の齊藤優希に次ぐ16勝2敗の昇段者は、小倉久史（第3回）、藤原直哉（第4回）、大平武洋（第30回）、片上大輔（第34回）、青嶋未来（第56回）、渡辺和史（第65回）の6名。
- 現行の三段リーグで、全勝での昇段者はいない。
- リーグ2位の最高成績は15勝3敗(5名、高田尚平=第4回、平藤真吾=第8回、佐々木慎=第28回、徳田拳士=第70回、炭﨑俊毅=第76回)

- 最低成績での昇段…11勝7敗(2名)※総当たりの第1回(全16局)と第2回(全15局)を除く

- 野月浩貴（第19回、リーグ2位）、西尾明（第32回、リーグ2位）。
- リーグ1位の最低成績は12勝6敗(3名、畠山鎮=第5回、山本真也=第23回、島本亮=第32回)

- 最短在籍期間での昇段…在籍1期(9名、うち第1回の2名を含む)

- 第1回リーグでの昇段者

中川大輔（リーグ開始/再開の7か月前から三段として例会対局あり）、
先崎学（リーグ開始/再開の5か月前から三段として例会対局あり）、
- 第2回以降の在籍1期での昇段者

小倉久史（第3回）、屋敷伸之（第3回）、川上猛（第12回）、松尾歩（第24回）、
三枚堂達也（第53回）、藤井聡太（第59回、9名中最年少の14歳2か月）、齊藤裕也（第71回、9名中最年長の25歳4か月）。
- 上記のうち第1回三段リーグでの昇段者（中川、先崎）については、
リーグ参加者全員が初参加となるため記録上は別枠として取り扱われることもある。

- 最長在籍期間での昇段

- 在籍18期の宮本広志 （第54回 四段昇段）。
次いで、在籍17期の金沢孝史、都成竜馬、西田拓也、杉本和陽、谷合廣紀。

- 勝ち越しによる在籍延長期間中での昇段

- 増田裕司（第21回、延長1期目）、山本真也（第23回、延長1期目）、宮本広志（第54回、延長4期目）、齊藤優希（第76回、延長5期目）。

- 最年少での昇段

- 14歳2か月 - 藤井聡太（第59回）。次いで、渡辺明（第26回）の15歳11か月。

- 最年長での昇段

- 30歳8か月 - 伊藤能（第11回）。
- 現行制度下での最年長は、齊藤優希（第76回）の28歳10か月。次いで、宮本広志（第54回）の28歳2か月。

- タイトル獲得者の最年長昇段

- 木村一基（第20回）の23歳9か月（第60期王位戦）。
- タイトル戦登場者の最年長昇段記録は、杉本和陽（第60回）の25歳7か月（第96期棋聖戦）。

- 最低順位からの昇段…39位

- 齊藤裕也（第71回 = 順位39位/参加41人）。

- リーグ順位下位からの昇段…順位最下位（下から1人目）

- 川上猛（第12回、順位最下位 = 順位32位/参加32人）
- 川上に次ぐ記録は屋敷伸之（第3回、下から2人目 = 順位20位/参加21人）

- 次点2回獲得による昇段の権利を行使して四段になった者は以下の7名。7名はすべて三段リーグで「リーグ3位」の成績を2回記録した例であり、三段リーグの成績による次点1回に加えて棋戦で所定の成績をおさめたことによる昇段の権利を行使して四段になった者は2025年3月時点では一人もいない。
なお、7名はいずれもフリークラス編入後に公式戦で規定の成績を挙げ、順位戦C級2組への編入を決めている。

伊奈祐介（第21回,第22回、当時22歳）、伊藤真吾（第36回,第40回、当時25歳）、
吉田正和（第42回,第43回、当時22歳）、渡辺大夢（第46回,第51回、当時24歳）、
佐々木大地（第55回,第58回、当時20歳）、古賀悠聖（第65回,第67回、当時19歳）、
柵木幹太（第69回,第72回、当時25歳）
- 次点2回獲得による四段昇段者以外に「リーグ3位」の成績を2回記録している例は5名で、以下の2つに分けられる。

1. 次点2回獲得による昇段の権利を行使しなかった例は1名のみで佐藤天彦（次点=第34回,第35回）。
佐藤天は16歳当時に権利を放棄し三段リーグに留まり、第39回（18歳時）で成績2位により四段昇段を果たしている。
2. 「次点2回獲得による四段昇段」の規定が制度化される以前に「リーグ3位」の成績を2回記録した例が3名（第2回は3位が2名）。
うち2名がその後のリーグ成績上位により昇段している。

杉本昌隆（3位=第1回,第4回、その後、第7回リーグ成績2位で四段昇段）
近藤正和（3位=第7回,第16回、その後、第19回リーグ成績1位で四段昇段）
- 1回目の「リーグ3位」が次点制度化前だったため、2回目の「リーグ3位(次点)」でも制度上次点2回とならず、四段昇段が認められなかった唯一の例が今泉健司である。次点制度は1996年度後期（第20回）以降に制度化されているため、次点制度化以前の「3位」は「次点2回獲得」の回数には含まれない。今泉は1995年度後期（第18回）と1998年度前期（第23回）の三段リーグでいずれも「3位」の成績であったが、第18回(1995年度後期)の「リーグ3位」は「次点」の対象とはならず、第23回の「自身2度目のリーグ3位」では制度上「次点を2回獲得による四段昇段」とはならなかった。その後、今泉は年齢制限により奨励会を退会し、のちにプロ編入試験により棋士になっている（別述）。

- その他の昇段にまつわる記録

- 二段降段後に三段に再度昇段し、四段に昇段した例は野田敬三のみ。ただし降段時点では三段リーグ制度ではなく、三段への再昇段後にリーグが開始され第2回三段リーグで四段に昇段している。
- 18回戦制の三段リーグにおける次点(3位)の最高成績は14勝4敗(7名、うち現三段は1名)。この中から2022年3月現在三段の1名を除いた6名のうち、退会までに四段昇段を果たせなかったのは、年齢制限を待たず奨励会を退会し女流棋士に転向した西山朋佳（第66回 次点者）。また、4位の最高成績も14勝4敗(1名)であり、14勝を記録しながら次点にすらなれなかった、この唯一の例は第39回での伊藤真吾である。伊藤は第36回で既に次点を記録しており第40回で次点(2度目)により四段昇段を果たしている。

- 14勝4敗で次点となり後に四段に昇段した者(5名)

豊川孝弘(第6回 次点→四段昇段／第9回 )
田村康介(第12回 次点→四段昇段／第17回)
伊藤真吾(第36回 次点→＜第39回 14勝4敗 4位＞→四段昇段／第40回＜13勝5敗＞次点：次点2度目)
豊島将之(第39回 次点→四段昇段／第40回)
服部慎一郎(第62回 次点→四段昇段／第66回)
- 過去に次点を獲得した者で四段昇段を果たせず奨励会を退会しているのは、前述の今泉・西山を含め、第71回リーグ終了までに16名いる。

### 女性奨励会員の記録
- 女性奨励会員の三段リーグ参加
  - 里見香奈（第58～62回）、西山朋佳（第59～68回）、中七海（第68～75回）の3名。
  - 女性の最長在籍は西山の10期。
- 女性奨励会員の三段リーグ最高成績
  - 14勝4敗（3位、次点）…西山朋佳（第66回、当時女流三冠）

### その他三段リーグの記録
- リーグ参加人数 最少記録：16名（第2回=総当たり15回戦制で実施）
- リーグ参加人数 最多記録：45名（第74回）
- リーグ新規参加人数 最多記録：9名（第11回、第47回、第53回、ただし第1回の17人を除く）
- リーグ新規参加人数 最少記録：0名（第34回）
- リーグ通算最長連勝記録：19連勝[70]（齊藤優希/第75回最終2連勝＋第76回開幕17連勝で記録）
- 次点獲得者開始順位の最低記録：32位（吉田正和/第42回）
- リーグ参加1期目での次点獲得者：2名（高崎一生/第33回、吉田正和/第42回、ただし次点制度導入後の第20回以降）
- リーグ退会人数 最多記録：5名（第46回）
- リーグ退会者のうち3位経験者：16名（のちに棋士編入試験に合格した今泉健司を含む）

### 三段者の竜王戦出場成績
前述のとおり、2011年度以降、奨励会三段リーグの各年前期リーグで3位の者（次点者、または4位=次々点者）には同年冬開始の竜王戦（第25期以降）への出場枠が与えられるようになった。女流枠（女流タイトル保持者）および5組昇級による竜王戦出場者も含めた、奨励会在籍者（三段）の竜王戦出場成績は以下の表のとおりである。
竜王戦（第38期まで）における三段者の成績は、6組参加者の通算28勝17敗（不戦敗1を含む）、5組参加者の通算5勝0敗、本戦（決勝トーナメント）参加者の通算0勝1敗であり、合わせて通算33勝18敗と大きく勝ち越している。
これまでの各組の最高成績は、5組では山下数毅の5勝0敗（優勝・本戦進出、第38期）、6組では同じく山下の6勝1敗（6組決勝進出・敗退、第37期）である。
| 竜王戦 期数 | 竜王戦 開始年度 | 出場者 (三段) | 三段リーグ 成績順位 | 竜王戦 成績 （太字は最高/最上位成績）     | 注記                                                   |
| ----------- | --------------- | ------------- | ------------------- | ----------------------------------------- | ------------------------------------------------------ |
| 第25期      | 2011年度        | 石井健太郎    | 第49回 03位         | 6組 0勝1敗 (1回戦敗退)                    |                                                        |
| 第26期      | 2012年度        | 宮本広志      | 第51回 04位         | 6組 2勝1敗 (3回戦敗退)                    |                                                        |
| 第27期      | 2013年度        | 西田拓也      | 第53回 03位         | 6組 0勝1敗 (1回戦敗退)                    |                                                        |
| 第28期      | 2014年度        | 佐々木大地    | 第55回 03位         | 6組 1勝1敗 (2回戦敗退)                    |                                                        |
| 第29期      | 2015年度        | 石川泰        | 第57回 03位         | 6組 3勝1敗 (4回戦敗退)                    | 第58回限りで自主退会 竜王戦の1敗は退会後の不戦敗       |
| 第30期      | 2016年度        | 黒田尭之      | 第59回 03位         | 6組 0勝1敗 (1回戦敗退)                    |                                                        |
| 第31期      | 2017年度        | 甲斐日向      | 第61回 03位         | 6組 1勝1敗 (2回戦敗退)                    | 第63回限りで退会                                       |
| 第32期      | 2018年度        | 桝田悠介      | 第63回 03位         | 6組 0勝1敗 (1回戦敗退)                    | 第65回限りで退会                                       |
| 第32期      | 2018年度        | 西山朋佳      | 第63回 13位         | 6組 0勝1敗 (1回戦敗退)                    | 女流枠から出場（タイトル女王保持）                     |
| 第33期      | 2019年度        | 古賀悠聖      | 第65回 03位         | 6組 2勝1敗 (3回戦敗退)                    |                                                        |
| 第33期      | 2019年度        | 西山朋佳      | 第65回 26位         | 6組 4勝1敗 (準決勝敗退)                   | 女流枠から出場（女流タイトル3冠）                      |
| 第34期      | 2020年度        | 横山友紀      | 第67回 04位         | 6組 0勝1敗 (1回戦敗退)                    |                                                        |
| 第34期      | 2020年度        | 西山朋佳      | 第67回 22位         | 6組 3勝1敗 (準々決勝敗退)                 | 女流枠から出場（女流タイトル3冠） 第68回限りで自主退会 |
| 第35期      | 2021年度        | 柵木幹太      | 第69回 03位         | 6組 2勝1敗 (3回戦敗退)                    |                                                        |
| 第36期      | 2022年度        | 上野裕寿      | 第71回 03位         | 6組 4勝1敗 (準々決勝敗退)                 |                                                        |
| 第37期      | 2023年度        | 山下数毅      | 第73回 03位         | 6組 6勝1敗 (決勝敗退)                     | 次期5組昇級                                            |
| 第38期      | 2024年度        | 山下数毅      | 第75回 14位         | 5組 5勝0敗 (優勝) 本戦 0勝1敗 (1回戦敗退) | 5組昇級により出場、次期4組昇級                         |
| 第38期      | 2024年度        | 齊藤優希      | 第75回 03位         | 6組 0勝1敗 (1回戦敗退)                    |                                                        |

### 過去の三段リーグ
- 1955年度まで：
  - 昇段条件：8連勝、12勝4敗（リーグ戦なし、年度ごとの四段昇段人数の上限なし）

1955年度まではリーグ制ではなく、三段での成績により四段になっていた。二段以下と同じ昇段規定（8連勝または良いとこ取りで12勝4敗で四段昇段）。
- 1956年度から1973年度まで
  - 昇段条件：三段リーグ（2名または3名昇段）

当時の将棋連盟の財政事情により昇段者を調整するために三段リーグが作られた。この期間にあっては1年度に四段昇段できるものは2-4名に限られた（なお、同一年度に4名が昇段したことはない）。
1) 半年ごとに総当たり制
1956年度から1958年度まで - 「予備クラス」（半年ごとに1名、計2名が四段昇段）
1956年度から1958年度までは関東、関西の三段が東京で半年ごとに総当たりで対局を行い1位になった棋士が昇段していた。当時は関西奨励会の三段棋士が少なかったこともあり、上京して参加していた。「予備クラス」には順位戦C級2組からの降級者も参加していた。
2) 半年ごとに東西別総当たり制
2-1) 1959年度から1961年度まで - 「予備クラス」（半年ごとに東西決戦勝者各1名・計2名が四段昇段）
1959年度からは、半年ごとに関東、関西の三段による東西別総当たりのリーグ戦が東西で行われ、東西リーグ1位の者による東西決戦で昇段者を決定していた（調整のために多い方の三段棋士が少ない方に回り、東西リーグの人数を均等にしていた）。
2-2) 1962年度から1968年度まで - 「奨励会Ａ組」（半年ごとに東西決戦勝者各1名＋敗者決戦勝者1名・計3名が四段昇段）
1962年度から「奨励会Ａ組」に名称が変更（当時、二段以下～6級は「奨励会Ｂ組」）。

1962年度から1968年度までは前期・後期の東西決戦の敗者同士の決戦が行われ、この勝者も昇段できた。
2-3) 1969年度から1973年度まで - 「奨励会Ａ組」（半年ごとに東西決戦勝者各1名・計2名が四段昇段）
1969年度からは前期・後期の東西決戦の敗者決戦が行われなくなった。
- 東西別総当たり制(1959年度から1973年度まで)における、東西決戦なしでの四段昇段者（同一年度に計3名が四段昇段）

- 前期の東西決戦敗者が同年後期でリーグ1位となった場合、東西決戦は行われず両者ともに昇段となった。この前期後期連続リーグ1位の規定を満たしたのは3名のみ。

- 桜井昇 - 1964年度 前期:関東1位（東西決選敗退）／後期:関西1位（東西決戦なしで四段昇段）

※1964年度後期:関東1位は田辺一郎（東西決戦なしで四段昇段）
- 桐山清澄 - 1965年度 前期:関西1位（東西決選敗退）／後期:関西1位（東西決戦なしで四段昇段）

※1965年度後期:関東1位は高田丈資（東西決戦なしで四段昇段）
- 勝浦修 - 1966年度 前期:関東1位（東西決選敗退）／後期:関東1位（東西決戦なしで四段昇段）

※1966年度後期:関西1位は石田和雄（東西決戦なしで四段昇段）
- 東西リーグで3度目のリーグ1位を達成した者が出た場合は東西決戦不要とし、東西決戦は行われず両者ともに昇段となった。3度目のリーグ1位の規定を満たしたのは1名のみ。

- 淡路仁茂

- 1970年度後期:関西1位（1度目・東西決選敗退）
- 1972年度後期:関西1位（2度目・東西決選敗退）
- 1973年度後期:関西1位（3度目・東西決戦なしで四段昇段）

※1973年度後期:関東1位は青野照市（東西決戦なしで四段昇段）
- 1974年度から1987年度5月まで：

（リーグ戦なし、年度ごとの四段昇段人数の上限なし）
- 昇段条件（1977年5月まで）：8連勝、12勝4敗
昇段条件（1977年6月以降）：9連勝、13勝4敗、準昇段点2回、昇段者が年4名未満の場合は準昇段点者を繰り上げ昇段

1974年度から1986年度までは三段リーグがなく、74年度からしばらくは二段以下と同じ昇段規定（8連勝または良いとこ取りで12勝4敗）であった。1年間に四段昇段できる人数の上限がなくなり、1975年度には8名、翌1976年度には7名の新四段が誕生している。この結果1975年度の第30期順位戦では19名であったC級2組の人数は、開催休止と期数調整を経た次期の第36期順位戦では33名にまで急増している。このため四段昇段規定は3年後に、より厳しい条件の「9連勝または良いとこ取りで13勝4敗、あるいは準昇段点2回」に改められたが、それでも1980年度には8名の昇段者（55年組）を出すなど、その後も多数の新四段が生まれ続けた。

- 1987年度6月 以降
  - 昇段条件：三段リーグ成績・順位の上位2名（年度ごと原則4名が四段昇段）。
昇段条件：三段リーグ次点2回（1996年度後期以降）

現在の規定による形式で三段リーグが復活。同一年度の四段昇段者が原則として4名（前期上位2名、後期上位2名）に限られる。

#### 順位戦から「三段リーグ」への陥落
かつての制度では、四段以上（プロ）が順位戦C級2組から降級した場合に、奨励会三段と同様に旧・三段リーグや東西奨励会で指すことがあった。奨励会三段が在籍する「予備クラス・奨励会Ａ組」だけでなく、奨励会二段以下～6級が在籍する「奨励会Ｂ組」まで陥落する例もあった。

「三段リーグ」陥落からの順位戦C級2組への復帰
四段以上の棋士が、在籍していた順位戦からの降級により「三段リーグ」へ陥落した後に、順位戦C級2組へ復帰を果たした例は3名のみである。
- 星田啓三

1957年度実施の第12期順位戦・C級2組での降級により、1958年前期から「予備クラス」に陥落。
1959年度「予備クラス」後期で関西優勝、東西決戦で平野広吉に勝ち、1961年度順位戦のC級2組に復帰。C級2組から「予備クラス」陥落を経てC級2組に復帰した初のケースとなった。
- 北村文男

1958年度実施の第13期順位戦・C級2組での降級により、1959年前期から「予備クラス」に陥落。
1961年度「予備クラス」後期で関西優勝。同じく後期の関東で優勝した高島弘光新四段との東西決戦では敗れるも、東西決戦敗者同士（前期敗者・後期敗者）による敗者決戦で板谷進に勝利し、1963年度順位戦のC級2組に復帰。
- 橋本三治

1959年度実施の第14期順位戦・C級2組での降級により、1960年前期から「予備クラス」に陥落。
1964年度「奨励会Ａ組」前期（関西）で優勝、同じく前期の関東で優勝した桜井昇三段との東西決戦を制して1965年度順位戦のC級2組に復帰。

### 三段リーグを題材にしたメディア作品

#### 漫画
- 龍と苺
- 盤上のオリオン

## アマチュア復帰規定
1992年4月からの退会者より、奨励会員及び指導棋士だった者がアマチュア棋戦に参加（アマチュア復帰）することに関して、規定が設けられている。
2006年3月31日までの規定では、奨励会退会者のアマチュア棋戦への参加を一定の期間において認めないものであった。
| （2006年3月31日までの「アマチュア復帰規定」） = 旧規定 奨励会を退会したものは次の期間、日本将棋連盟主催、共催等のアマチュア大会に出場することができない。 - 級位で退会した者：退会した日から1年間。 - 段位で退会した者：退会した日から2年間。 |

この規定は2006年4月1日付で改定され、段位で奨励会を退会した者のアマチュア復帰までの期間が1年間に短縮された。また、級位での退会者は期間を置かずアマチュア棋戦への参加を認める形になった。
| （2006年4月1日以降の「アマチュア復帰規定」） = 現行規定 - 級位で退会した者：退会後直ちに出場できる。 - 段位で退会した者：退会した日から1年間出場できない。 |

2006年4月1日以前の退会者にも改定後の「アマチュア復帰規定」が適用される。
復帰の規定はあるが、まだ退会していない現役の奨励会員によるアマ大会全般への参加の可否については公表されていない。ただし、「アマチュアの公式棋戦に出場することはできない。」（奨励会規定より）

## 奨励会初等科
かつて存在した組織で、「名人の卵の会」とも呼ばれた。1956年9月に15歳未満（中学生以下）の少年少女を集めて設置された。20級から7級までのクラスがあり、現在の研修会に近い存在だったが、級位は奨励会と連続していた。初等科の経験者で棋士（あるいは女流棋士）となった者として、米長邦雄、蛸島彰子、野本虎次、安恵照剛がいる。

実業家の角川歴彦は、高柳敏夫名誉九段門下で奨励会初等科に在籍した経験を持つ。

## 研修会
研修会は日本将棋連盟が将棋を通じて健全な少年少女の育成を目指すことを目的として運営している組織である。1983年12月発足。関東、関西、東海、九州（2016年より）、北海道（2020年10月より）、東北（2021年4月より）の6地区にあり、それぞれ毎月2回の例会（対局。原則として毎月第2、第4日曜日）が行われる。
奨励会の下部組織と言われることがあるが、奨励会入会が基本的に19歳未満を年齢制限とし最低でアマ三・四段以上の実力が要求されているのに比べるとゆるく（アマ二段程度）、20歳までの在籍を認めるなど、必ずしもプロ棋士の養成を目的としない点で大きく異なる。一方で、奨励会入会試験に不合格であったプロ志望者の救済組織としても位置付けられている。研修会で実力を付けて奨励会入りを果たし、プロ棋士となった者も少なくない。
現在の研修会のクラスは上から、Sクラス、以下、A1、A2、B1、B2、C1、C2、D1、D2、E1、E2、F1、F2クラスという構成である。B1在籍者がA2に昇級した時点で15歳以下、またはA1からSに昇格した時点で18歳以下であれば奨励会6級に編入できる。
昇級規定は下記の通り。
- A、Bクラスへ - 8連勝・12勝4敗・14勝5敗・16勝6敗・18勝7敗
- C、D、Eクラスへ - 6連勝・9勝3敗・11勝4敗・13勝5敗・15勝6敗
- Fクラスへ - 3勝3敗

研修会の対局（例会）は原則として所属する研修会の会員同士、もしくは会員と当該研修会の幹事（棋士・女流棋士・指導棋士）との間で行われる。ただ、所属会員の少ない東北・北海道については、会員が他地域への遠征やオンライン対局で別地区の例会に参加することがある。
例会を行う場所は、関東・関西は奨励会と同様に、将棋会館（東京都渋谷区千駄ヶ谷）および関西将棋会館（大阪府高槻市）で行われる。東海研修会は名古屋市中区の万松寺ビル、九州研修会は福岡市中央区の電気ビル・共創館、北海道研修会は札幌市中央区の北海道神宮、東北研修会は仙台市青葉区のフォレスト仙台で、それぞれ行われる。

### 研修会への入会資格
「一般研修生」は、20歳以下のアマチュア有段者の少年少女。
「女流棋士希望研修生」は25歳以下の女性で、女流棋士を志望する者（23歳以上の場合はD1以上に合格しなければならない）。一般研修生とは異なり、師匠が必要。
入会にあたっては試験が行われ、その結果に基づいて各クラスへの所属が決定する。
居住地による所属の制限はなく、入会希望者本人が合格後に在籍したい研修会の試験を受ける事になる。沖縄在住の者が関東研修会の試験を受ける事も可能で、合格し入会が認められれば沖縄在住のままでも関東研修会に在籍出来るが、複数の地区を掛け持ちする事は出来ない。止むを得ず所属を変更したい場合は移籍扱いとなる。
最下位のクラスであるFクラスでも、入会するにはアマ二段程度の実力が必要である。

### 女流棋士育成機関
2008年度まで存在した女流棋士育成機関である女流育成会を廃止し、2009年度から、女流棋士志望者は研修会に「女流棋士希望研修生」として入会するシステムとなった。
一般研修生と女流棋士志望研修生は、相互に対局し、昇級規定も同じである。

入会後の対局数が48局以上で、かつB2からB1クラスへ昇級すると女流2級の資格を得る（2024年4月以降）。